# Фінал Кубка Стенлі 2019

Фінал Кубка Стенлі 2019 (англ. Stanley Cup Finals) — 126-й загалом фінал Кубка Стенлі та сезону 2018–2019 у НХЛ між «Бостон Брюїнс» та «Сент-Луїс Блюз».
У регулярному чемпіонаті «Сент-Луїс Блюз» фінішували третіми в Центральному дивізіоні Західної конференції набравши 99 очок. А «Бостон Брюїнс» фінішували другими в Атлантичному дивізіоні Східної конференції набравши 107 очок.
Серія розпочалась 27 травня в Бостоні, а фінішувала 12 червня перемогою «Сент-Луїс Блюз».
У фінальній серії перемогу здобули «Сент-Луїс Блюз» 4:3. Приз Кона Сміта (найкращого гравця фінальної серії) отримав нападник «Музикантів» Раєн О'Райллі.
До цього фіналу Блюз залишалися найстарішою франшизою, яка ніколи не вигравала Кубок Стенлі, клуб не міг здобути трофей з моменту свого заснування у 1967 році.

## Шлях до фіналу
| Західна конференція     |          |                |                   |                                         |
| Стадія                  | Суперник | Суперник       | Загальний рахунок | Результати матчів                       |
| Чвертьфінал конференції | Ц2       | Вінніпег Джетс | 4 : 2             | 2:1, 4:3, 3:6, 1:2 (ОТ), 3:2, 3:2       |
| Півфінал конференції    | ВК       | Даллас Старс   | 4 : 3             | 3:2, 2:4, 4:3, 2:4, 1:2, 4:1, 2:1 (2ОТ) |
| Фінал конференції       | Т2       | Сан-Хосе Шаркс | 4 : 2             | 3:6, 4:2, 4:5 (ОТ), 2:1, 5:0, 5:1       |

| Східна конференція      |          |                      |                   |                                         |
| Стадія                  | Суперник | Суперник             | Загальний рахунок | Результати матчів                       |
| Чвертьфінал конференції | А3       | Торонто Мейпл Ліфс   | 4 : 3             | 1:4, 4:1, 2:3, 6:4, 1:2, 4:2, 5:1       |
| Півфінал конференції    | ВК       | Колумбус Блю-Джекетс | 4 : 2             | 3:2 (ОТ), 2:3 (2ОТ), 1:2, 4:1, 4:3, 3:0 |
| Фінал конференції       | ВК       | Кароліна Гаррікейнс  | 4 : 0             | 5:2, 6:2, 2:1, 4:0                      |

## Арени
| Сент-Луїс         | Ентерпрайс-центр Ті-Ді-Гарденclass=notpageimage\| Арени фіналу Кубка Стенлі 2019 | Бостон            |
| Ентерпрайс-центр  | Ентерпрайс-центр Ті-Ді-Гарденclass=notpageimage\| Арени фіналу Кубка Стенлі 2019 | Ті-Ді-Гарден      |
| Місткість: 18 400 | Ентерпрайс-центр Ті-Ді-Гарденclass=notpageimage\| Арени фіналу Кубка Стенлі 2019 | Місткість: 17 565 |
|                   | Ентерпрайс-центр Ті-Ді-Гарденclass=notpageimage\| Арени фіналу Кубка Стенлі 2019 |                   |

## Серія
| 27 травня 2019 20:00 | Бостон Брюїнс | 4 : 2 (0:1, 2:1, 2:0) | Сент-Луїс Блюз | Ті-Ді-Гарден, Бостон Глядачів: 17 565 |

| Протокол                                                                             | Протокол    | Протокол                                         | Протокол           | Протокол |
| ------------------------------------------------------------------------------------ | ----------- | ------------------------------------------------ | ------------------ | -------- |
|                                                                                      | Туукка Раск | Голкіпери                                        | Джордан Біннінгтон |          |
| Коннор Кліфтон (22:16) Чарлі Макевой (32:41) Шон Куралі (45:21) Бред Маршанд (58:11) |             | Брейден Шенн (07:23) Володимир Тарасенко (21:00) |                    |          |
| 4 хв.                                                                                | Вилучення   | 10 хв.                                           |                    |          |
| 38                                                                                   | Кидки       | 19                                               |                    |          |

| 29 травня 2019 20:00 | Бостон Брюїнс | 2 : 3 (ОТ) (2:2, 0:0, 0:0, 0:1) | Сент-Луїс Блюз | Ті-Ді-Гарден Глядачів: 17 565 |

| Протокол                                   | Протокол    | Протокол                                                                    | Протокол           | Протокол |
| ------------------------------------------ | ----------- | --------------------------------------------------------------------------- | ------------------ | -------- |
|                                            | Туукка Раск | Голкіпери                                                                   | Джордан Біннінгтон |          |
| Чарлі Койл (04:44) Юакім Нордстрем (10:17) |             | Роберт Бортуццо (09:37) Володимир Тарасенко (14:44) Карл Гуннарссон (63:51) |                    |          |
| 6 хв.                                      | Вилучення   | 10 хв.                                                                      |                    |          |
| 23                                         | Кидки       | 37                                                                          |                    |          |

| 1 червня 2019 20:00 | Сент-Луїс Блюз | 2 : 7 (0:3, 1:2, 1:2) | Бостон Брюїнс | Ентерпрайс-центр, Сент-Луїс Глядачів: 18 789 |

| Протокол                                     | Протокол                                                   | Протокол | Протокол    | Протокол |
| -------------------------------------------- | ---------------------------------------------------------- | --- | ----------- | -------- |
|                                              | Джордан Біннінгтон (00:00-32:12) Джейк Аллен (32:12-60:00) | Голкіпери | Туукка Раск |          |
| Іван Барбашов (31:05) Колтон Парайко (45:24) |                                                            | Патріс Бержерон (10:47) Чарлі Койл (17:40) Шон Куралі (19:50) Давід Пастрняк (20:41) Торі Круг (32:12) Ноель Аччарі (58:12) Маркус Юханссон (58:35) |             |          |
| 14 хв.                                       | Вилучення                                                  | 16 хв. |             |          |
| 29                                           | Кидки                                                      | 24 |             |          |

| 3 червня 2019 20:00 | Сент-Луїс Блюз | 4 : 2 (2:1, 0:1, 2:0) | Бостон Брюїнс | Ентерпрайс-центр Глядачів: 18 805 |

| Протокол                                                                                     | Протокол           | Протокол                                 | Протокол    | Протокол |
| -------------------------------------------------------------------------------------------- | ------------------ | ---------------------------------------- | ----------- | -------- |
|                                                                                              | Джордан Біннінгтон | Голкіпери                                | Туукка Раск |          |
| Раєн О'Райллі (00:43) Володимир Тарасенко (15:30) Раєн О'Райллі (50:38) Брейден Шенн (58:31) |                    | Чарлі Койл (13:14) Брендон Карло (34:19) |             |          |
| 6 хв.                                                                                        | Вилучення          | 8 хв.                                    |             |          |
| 38                                                                                           | Кидки              | 23                                       |             |          |

| 6 червня 2019 20:00 | Бостон Брюїнс | 1 : 2 (0:0, 0:1, 1:1) | Сент-Луїс Блюз | Ті-Ді-Гарден Глядачів: 17 565 |

| Протокол              | Протокол    | Протокол                                   | Протокол           | Протокол |
| --------------------- | ----------- | ------------------------------------------ | ------------------ | -------- |
|                       | Туукка Раск | Голкіпери                                  | Джордан Біннінгтон |          |
| Джейк Дебраск (53:32) |             | Раєн О'Райллі (20:55) Девід Перрон (50:36) |                    |          |
| 2 хв.                 | Вилучення   | 6 хв.                                      |                    |          |
| 39                    | Кидки       | 21                                         |                    |          |

| 9 червня 2019 20:00 | Сент-Луїс Блюз | 1 : 5 (0:1, 0:0, 1:4) | Бостон Брюїнс | Ентерпрайс-центр Глядачів: 18 890 |

| Протокол              | Протокол           | Протокол | Протокол    | Протокол |
| --------------------- | ------------------ | --- | ----------- | -------- |
|                       | Джордан Біннінгтон | Голкіпери                                                                                                   | Туукка Раск |          |
| Раєн О'Райллі (52:01) |                    | Бред Маршанд (08:40) Брендон Карло (42:31) Карсон Кульман (50:15) Давід Пастрняк (54:06) Здено Хара (57:41) |             |          |
| 20 хв.                | Вилучення          | 10 хв. |             |          |
| 29                    | Кидки              | 32 |             |          |

| 12 червня 2019 20:00 | Бостон Брюїнс | 1 : 4 (0:2, 0:0, 1:2) | Сент-Луїс Блюз | Ті-Ді-Гарден Глядачів: 17 565 |

| Протокол             | Протокол    | Протокол                                                                                  | Протокол           | Протокол |
| -------------------- | ----------- | ----------------------------------------------------------------------------------------- | ------------------ | -------- |
|                      | Туукка Раск | Голкіпери                                                                                 | Джордан Біннінгтон |          |
| Метт Грізлік (57:50) |             | Раєн О'Райллі (16:47) Алекс П'єтранджело (19:52) Брейден Шенн (51:25) Зак Сенфорд (55:22) |                    |          |
| 0 хв.                | Вилучення   | 2 хв.                                                                                     |                    |          |
| 33                   | Кидки       | 20                                                                                        |                    |          |

| Володар Кубка Стенлі 2019   |
| --------------------------- |
| Сент-Луїс Блюз перший титул |

## Володарі Кубка Стенлі
| Володарі Кубка Стенлі Сент-Луїс Блюз | Воротарі: Джордан Біннінгтон, Джейк Аллен Захисники: Карл Гуннарссон, Джей Боумістер, Алекс П'єтранджело (К), Вінс Данн, Роберт Бортуццо, Колтон Парайко Нападники: Семюель Бле, Патрік Марун, Давід Перрон, Зак Сенфорд, Джейден Шварц, Александер Стін, Володимир Тарасенко, Іван Барбашов, Тайлер Бозак, Роббі Фаббрі, Раєн О'Райллі, Брейден Шенн, Оскар Сундквіст, Роберт Томас в. о. головного тренера: Крейг Берубі Генеральний менеджер: Дуг Армстронг |